# ⊥
En logique et en informatique, le taquet vers le haut, base, ou dessous,, aussi appelé antitruc ou faux, noté ⊥, désigne la contradiction, c'est-à-dire la formule constante représentant le faux. Par exemple, la formule (P ∧ ¬P) ⇒ ⊥ signifie que la conjonction d'une proposition P et de son contraire non-P entraîne une contradiction. La formule se lit « P et non-P entraîne le faux ».
Ce symbole peut aussi désigner le type vide en théorie des types, ou encore le plus petit élément d'un ensemble ordonné.
L'usage des dénominations anglaises UP TACK, base, bottom (bot en abrégé) est également courant dans les pays francophones.
Le glyphe de ⊥ est identique à celui de la relation mathématiques de perpendicularité en géométrie ou plus généralement d'orthogonalité en algèbre linéaire.